# Au-Haidhausen

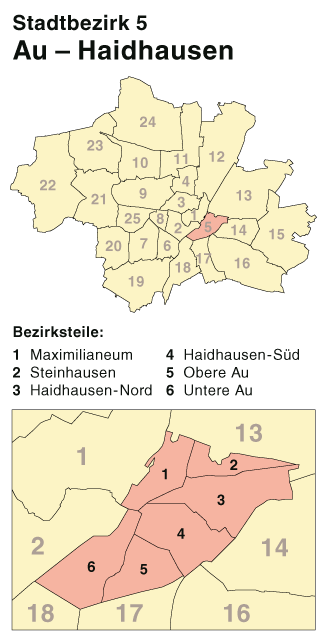
Bezirksteile

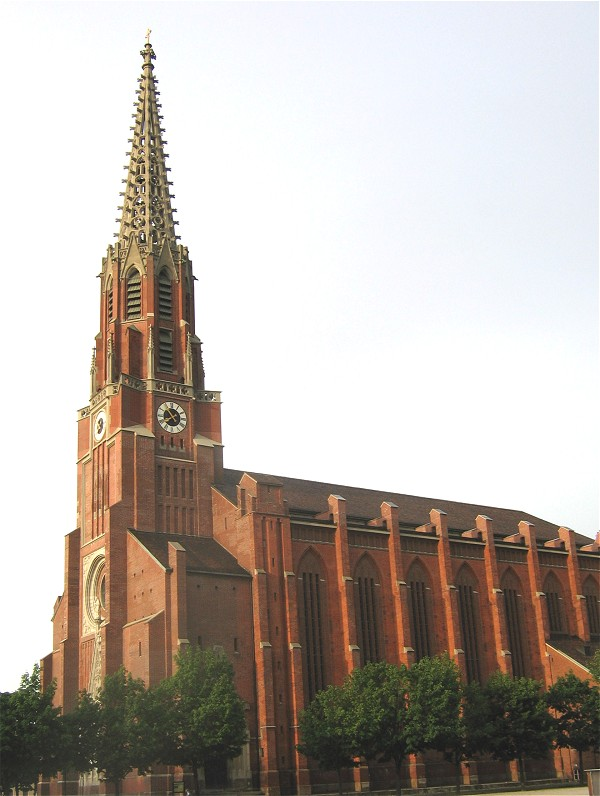
Mariahilf-Kirche

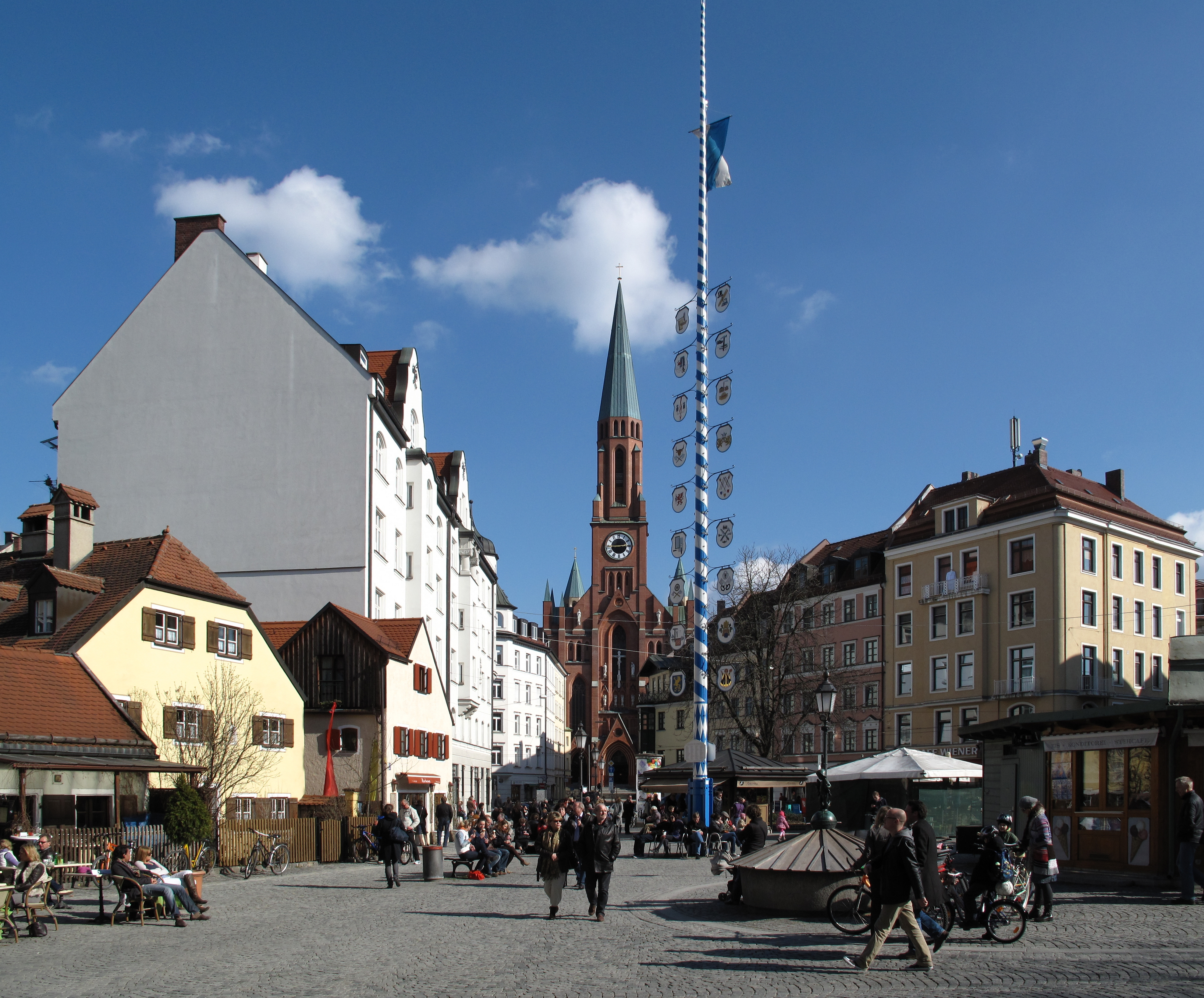
Wiener Platz

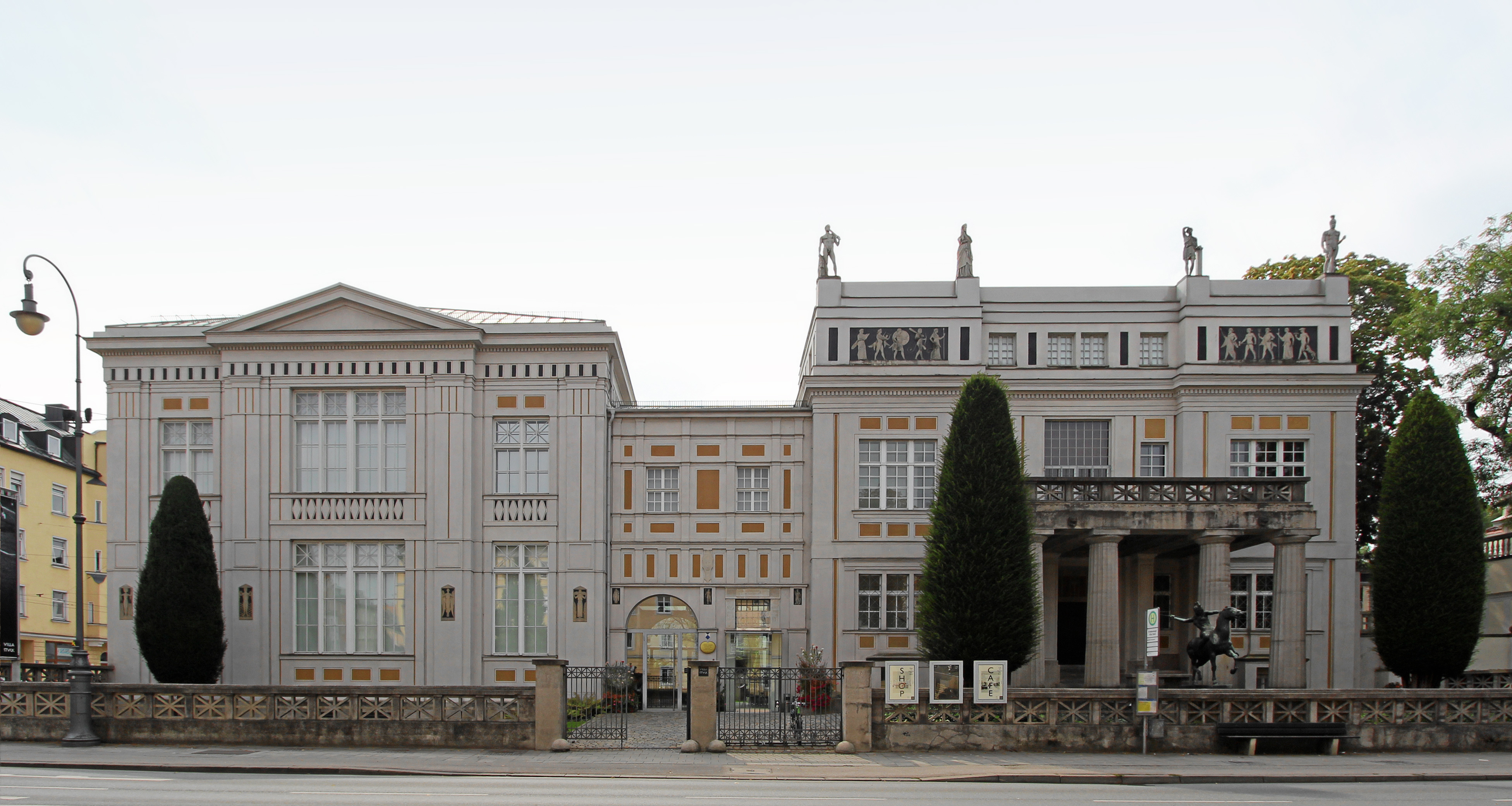
Villa Stuck

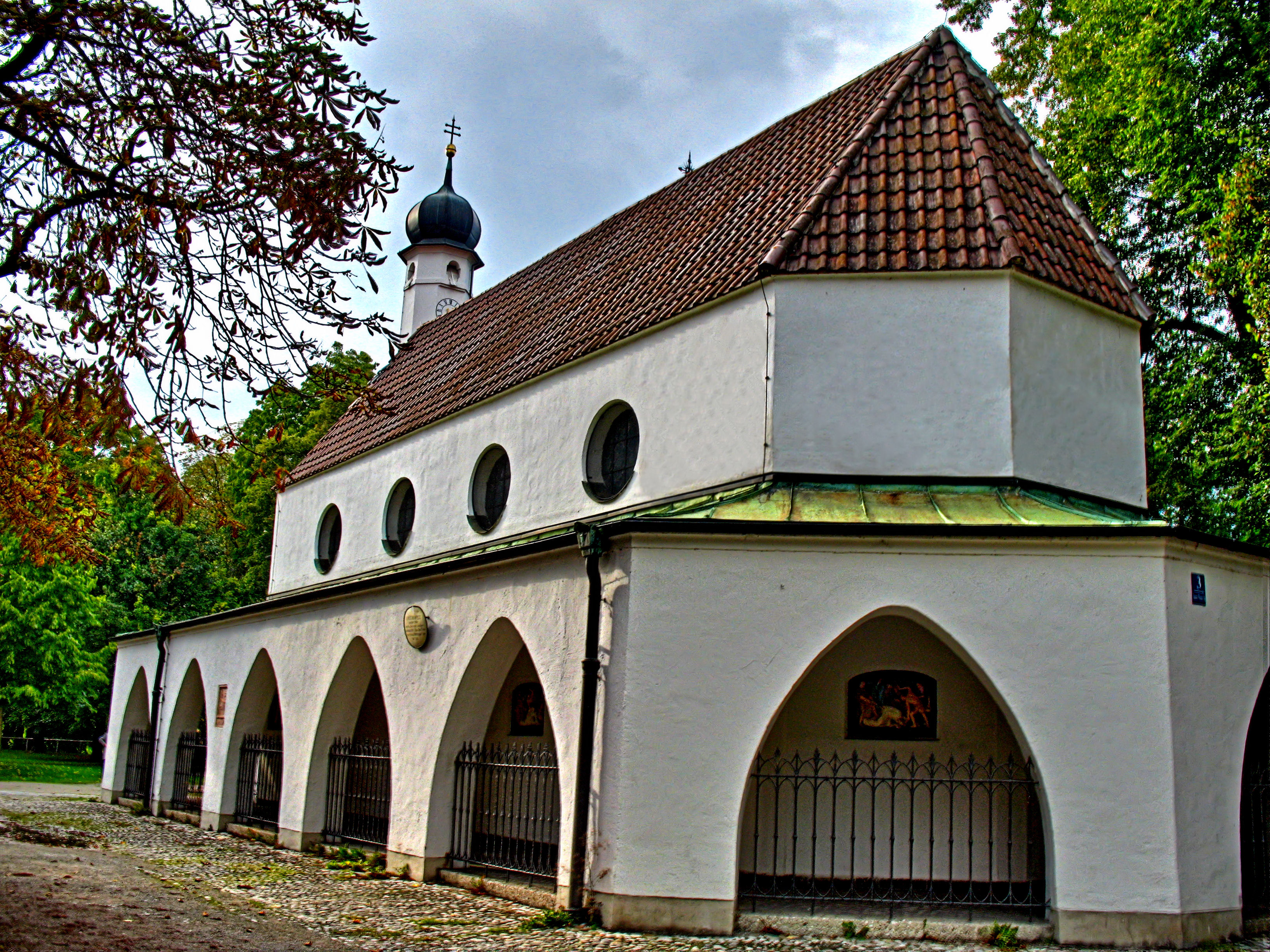
Loretokapelle am Gasteig

Au-Haidhausen ist der Stadtbezirk 5 der bayerischen Landeshauptstadt München.
Der Stadtbezirk setzt sich aus den Stadtteilen Au und Haidhausen zusammen.

## Lage
Die Au liegt gegenüber der Altstadt auf der östlichen Flussniederung der Isar, zum kleineren Teil auch auf dem Isarhochufer, Haidhausen oberhalb der unteren Au ganz auf der Isarhochterrasse. Der Stadtbezirk 5 grenzt im Norden an Bogenhausen, im Westen an Altstadt-Lehel und Ludwigsvorstadt-Isarvorstadt, im Osten an Berg am Laim, im Süden an Obergiesing, auf dem Isarflussniveau an Untergiesing.
Die Grenze des Stadtbezirks wird im Norden durch die Prinzregentenstraße gebildet, im Osten durch die Ostseite der Bahnstrecke, im Süden durch die Humboldtstraße und im Westen durch das rechte Isarufer. Die Grenze zwischen Au und Haidhausen bildet der Straßenzug Rosenheimer-, Hoch-, Rabl- und Balanstraße, der weitere Verlauf der Hochstraße am Isarhochufer und deren östliche Querstraßen bis zur Grenze zu Obergiesing bildet die Obere Au im Unterschied zur Unteren Au.
Nachbarbezirke sind Bogenhausen im Norden, Berg am Laim im Osten, Ramersdorf-Perlach im Südosten, Obergiesing-Fasangarten und Untergiesing-Harlaching im Süden sowie Ludwigsvorstadt-Isarvorstadt und Altstadt-Lehel im Westen.

## Geschichte und Beschreibung

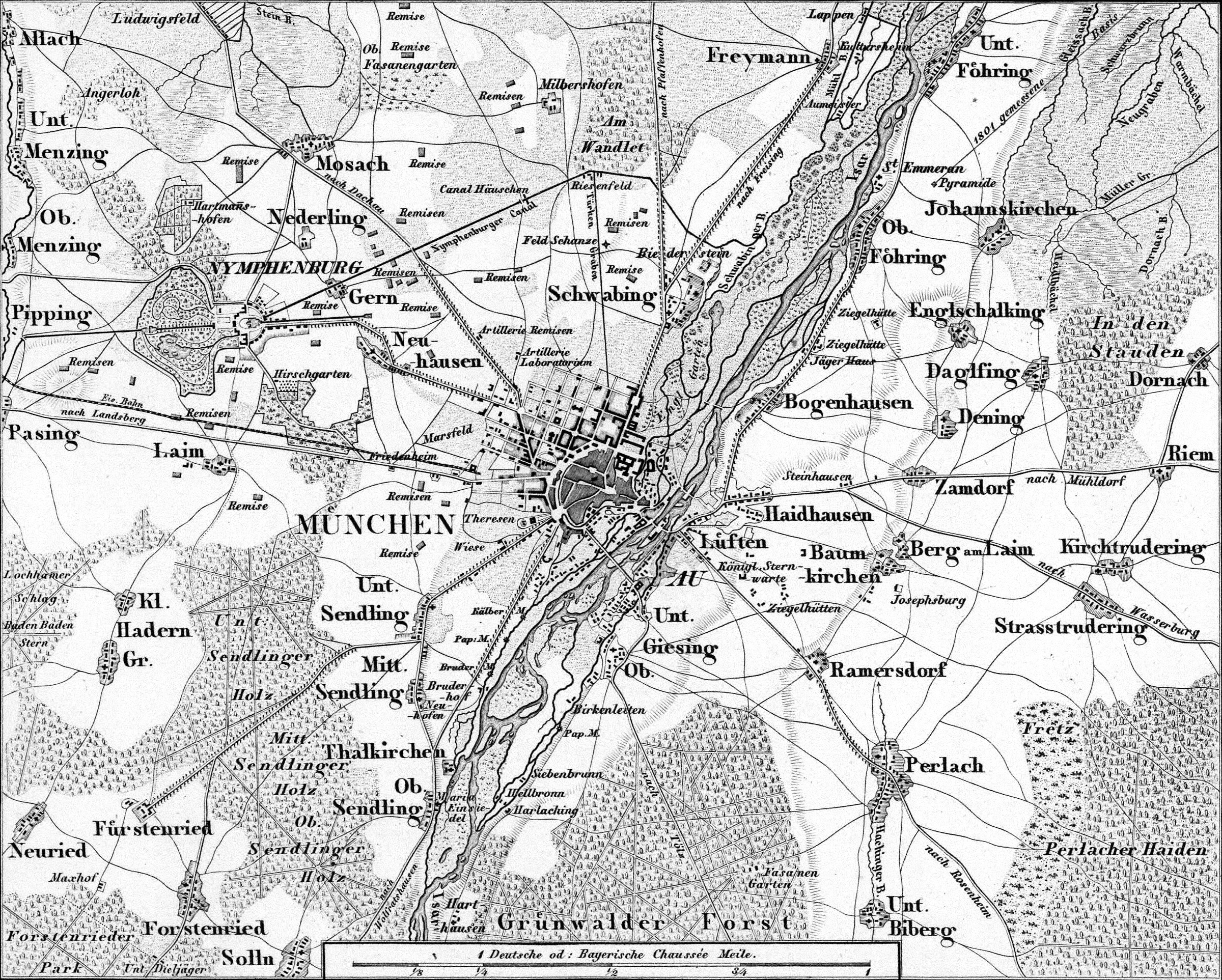
Au und Haidhausen auf einer Karte von 1858

Die Au und Haidhausen waren früher Herbergsviertel der Handwerker und Tagelöhner vor den Toren Münchens. Beide ehemals selbstständigen Gemeinden (die Au seit 1808 mit Stadtrechten versehen) sind am 1. Oktober 1854 eingemeindet worden und haben sich in der Gründerzeit zu Arbeitervorstädten entwickelt. Ungewöhnlich viele Brauereien hatten früher hier ihren Sitz, da sie am rechten Isarhochufer, also an der Terrassenkante, gute Standorte für Tiefbrunnen und Lagerkeller vorfanden; daher noch heute der Name „Keller“ für die großen Brauereigaststätten. In der Nähe des Rosenheimer Platzes an der Rosenheimer Straße stand vor dem Krieg der Bürgerbräukeller, der Ort des ersten Attentats auf Adolf Hitler. Nach dem Umzug des Staatlichen Hofbräu von Haidhausen nach Riem im Jahr 1988 und dem Umzug der Paulaner Brauerei in den Stadtteil Langwied befindet sich keine der Münchner Großbrauereien mehr in der Au. Allerdings befindet sich in der Hochstraße 77 immer noch die Gaststätte Paulaner am Nockherberg, in der das alljährliche Politiker-Derblecken stattfindet. In Haidhausen sind als letzte Relikte der großen Brauereien der Hofbräukeller und der Unionsbräu erhalten, alle nur Teile ehemals großer Braustätten, heute als Gaststätten genutzt.
1912 eröffnen Isidor Fett und Karl Wiesel die „Lichtspiele am Max-Weber-Platz“.
Die Bausubstanz der Au wurde im Zweiten Weltkrieg durch einen Luftangriff am 24./25. April 1944 schwer geschädigt und in den fünfziger Jahren mit schnell gebauten Einfachwohnungen für Einkommensschwache wiederhergestellt, so dass heute nur noch etwa ein Fünftel des Bestands aus der Zeit vor 1919 stammt. In Haidhausen blieb das historische Stadtbild zu einem großen Teil intakt. Von städtebaulicher Bedeutung ist vor allem das gründerzeitliche Franzosenviertel, so genannt wegen der dort vergebenen Straßennamen nach Orten siegreicher Schlachten im Deutsch-Französischen Krieg. Der gut erhaltene Bestand an Häusern führte dazu, dass Haidhausen in den 1970er-Jahren neben der Schwanthalerhöhe zum zweiten großen Sanierungsgebiet der Stadt wurde. Mit der durch die Sanierung ausgelösten Aufwertung des Quartiers ging nicht nur ein Strukturwandel von einer Vorstadt zum City-Randgebiet einher, sondern auch ein Imagewandel. In der Folge begann Haidhausen, Schwabing als Szeneviertel Konkurrenz zu machen.
Die in der Au und Haidhausen früher gleichmäßige Mischung von Wohn- und Gewerbenutzung hat sich durch Auslagerung störenden Gewerbes und Nutzungsumwandlungen in Richtung Wohnquartier verschoben. Inzwischen liegen die meisten Arbeitsplätze des Bezirks im Dienstleistungssektor und im öffentlichen Bereich.
Haidhausen beherbergt unter anderem den Bayerischen Landtag im Maximilianeum, das Klinikum rechts der Isar und den Wiener Markt.
Als Übergang zur Innenstadt hat der Gasteig (ein in Bayern öfter auftretender Gemarkungsname von gacher (= steiler) Steige) besondere Bedeutung. Hier wurde in den 1980er Jahren das Kulturzentrum am Gasteig errichtet, das die Zentralen der Stadtbibliothek, der Münchner Volkshochschule, das Konservatorium und die Philharmonie unter einem Dach vereint.
Unmittelbar benachbart ist ein weiteres Kulturareal, das Muffatwerk; früher war das Jugendstilgebäude ein Elektrizitätswerk. Gasteig und Muffatwerk spielen eine zentrale Rolle im Münchner Kultur- und Musikleben. Neben dem Muffatwerk unmittelbar an der Isar steht der imposante Jugendstil-Bau des Müllerschen Volksbads. Weiter nördlich in den Maximiliansanlagen liegt am (hier unterirdisch geführten) Auer Mühlbach kurz vor dessen Mündung in die Isar das Maximilianswerk. Dieses, auch Maxwerk genannte Wasserkraft-Elektrizitätswerk, ist nach dem Muffatwerk das älteste Elektrizitätswerk auf Münchner Boden, es ist bis heute in Betrieb.
In der Au hat sich mit dem dreimal jährlich stattfindenden volkstümlichen Jahrmarkt der Auer Dult auf dem Mariahilfplatz und dem Starkbieranstich auf dem Nockherberg mehr traditionelle Alltagskultur erhalten als in anderen Münchner Stadtbezirken.
Zwischen dem Mariahilfplatz und dem Nockherberg, dort durch den Auer Mühlbach getrennt, befand sich die Frauen- und Jugendarrestanstalt Neudeck. Der neobarocke Bau aus den Anfängen des 20. Jahrhunderts bot Platz für 124 Arrestierte. Derzeit steht das Gefängnis leer, ein Investor plant dort hochpreisige Eigentumswohnungen zu bauen.
Im Stadtteil Au, am Beginn der Hochstraße, befindet sich das Sudetendeutsche Haus, das Sitz diverser sudetendeutscher Institutionen ist.
Die Sozialstruktur der beiden Bezirksteile verjüngt sich in den letzten Jahren. Haidhausen hat bereits in den 1980er Jahren eine Gentrifizierung durchlaufen. Seit Beginn des 21. Jahrhunderts zieht die Au in den Bereichen, wo keine geförderten Wohnungen der städtischen Wohnungsbaugesellschaft GWG oder von Wohnungsbau-Genossenschaften [z. B. Bauverein Haidhausen e.G.] sind, mit teueren Miet- und Eigentumswohnungen nach.

## Persönlichkeiten
Der Münchner Komiker, Volkssänger, Autor und Filmproduzent Karl Valentin wuchs in der Au auf.

## Statistik
(Stand jeweils am 31. Dezember, Einwohner mit Hauptwohnsitz)
| Jahr | Einwohner | davon Ausländer | Einwohner je km² |
| ---- | --------- | --------------- | ---------------- |
| 2000 | 52.028    | 13.257 (25,5 %) | 12.336           |
| 2001 | 51.947    | 12.954 (24,9 %) | 12.317           |
| 2002 | 52.000    | 13.007 (25,0 %) | 12.330           |
| 2003 | 51.636    | 12.759 (24,7 %) | 12.243           |
| 2004 | 51.383    | 12.307 (24,0 %) | 12.182           |
| 2005 | 52.502    | 12.322 (23,5 %) | 12.447           |
| 2006 | 54.382    | 12.367 (22,7 %) | 12.892           |
| 2007 | 55.288    | 12.247 (22,2 %) | 13.107           |
| 2008 | 55.853    | 12.247 (21,9 %) | 13.237           |
| 2009 | 55.590    | 11.765 (21,2 %) | 13.174           |
| 2010 | 56.322    | 11.968 (21,2 %) | 13.348           |
| 2011 | 57.297    | 12.423 (21,7 %) | 13.579           |
| 2012 | 58.881    | 13.049 (22,2 %) | 13.954           |
| 2013 | 59.752    | 13.629 (22,8 %) | 14.161           |
| 2014 | 60.756    | 14.225 (23,4 %) | 14.399           |
| 2015 | 61.495    | 14.814 (24,1 %) | 14.574           |
| 2016 | 61.699    | 15.327 (24,7 %) | 14.693           |
| 2017 | 60.937    | 14.189 (23,3 %) | 14.441           |
| 2018 | 61.356    | 14.446 (23,5 %) | 14.541           |
| 2019 | 61.654    | 14.519 (23,5 %) | 14.611           |
| 2020 | 62.353    | 14.719 (23,6 %) | 14.776           |
| 2021 | 62.315    | 14.694 (23,6 %) | 14.767           |
| 2022 | 63.383    | 15.418 (24,1 %) | 15.020           |
| 2023 | 63.583    | 15.274 (24,0 %) | 15.067           |
| 2024 | 63.972    | 15.268 (23,9 %) | 15.159           |

Quelle mit weiteren Daten

## Politik
- Linke: 2
- SPD: 5
- Grüne: 13
- FW/ÖDP: 1
- FDP: 1
- CSU: 5

Der Bezirksausschuss von Au-Haidhausen wurde zuletzt am 15. März 2020 gewählt. Die Sitzverteilung lautet wie folgt: Grüne 13, SPD 5, CSU 5, LINKE 2, FW/ÖDP 1 und FDP 1. Von den 46.360 stimmberechtigten Einwohnern in Au-Haidhausen haben 25.309 von ihrem Wahlrecht Gebrauch gemacht, womit die Wahlbeteiligung bei 54,6 % (2014: 44,4 %) lag.